# Anneliese Küppers
Anneliese Küppers (Duisburgo, 6 de agosto de 1929-Meerbusch, 18 de diciembre de 2017) fue una jinete alemana que compitió en la modalidad de doma. Participó en los Juegos Olímpicos de Verano de 1956, obteniendo una medalla de plata en la prueba por equipos.

## Palmarés internacional
| Representando al Equipo Alemán Unificado |                    |                  |             |
| Juegos Olímpicos                         |                    |                  |             |
| Año                                      | Lugar              | Medalla          | Categoría   |
| 1956                                     | Estocolmo (Suecia) | Medalla de plata | Por equipos |